# Bulleribasidium
Bulleribasidium är ett släkte av svampar. Bulleribasidium ingår i familjen Tremellaceae, ordningen gelésvampar, klassen Tremellomycetes, divisionen basidiesvampar och riket svampar.
|                 | Tremella                                       |
|                 |                                                |
|                 | Cryptococcus                                   |
|                 |                                                |
|                 | Holtermannia                                   |
|                 |                                                |
|                 | Epidochium                                     |
|                 |                                                |
|                 | Bullera                                        |
|                 |                                                |
|                 | Filobasidiella                                 |
|                 |                                                |
|                 | Dioszegia                                      |
|                 |                                                |
|                 | Papiliotrema                                   |
|                 |                                                |
| Bulleribasidium | \| \| Bulleribasidium oberjochense \| \| \| \| |
|                 | \| \| Bulleribasidium oberjochense \| \| \| \| |
|                 | Hormomyces                                     |
|                 |                                                |
|                 | Auriculibuller                                 |
|                 |                                                |
|                 | Dictyotremella                                 |
|                 |                                                |
|                 | Biatoropsis                                    |
|                 |                                                |
|                 | Bulleromyces                                   |
|                 |                                                |
|                 | Tsuchiyaea                                     |
|                 |                                                |
|                 | Neotremella                                    |
|                 |                                                |
|                 | Trimorphomyces                                 |
|                 |                                                |
|                 | Sirotrema                                      |
|                 |                                                |
|                 | Bulleribasidium oberjochense                   |
|                 |                                                |

|  | Bulleribasidium oberjochense |
|  |                              |